# Chimonobambusa utilis
Chimonobambusa utilis är en gräsart som först beskrevs av Yi Li Keng, och fick sitt nu gällande namn av Keng f. Chimonobambusa utilis ingår i släktet Chimonobambusa och familjen gräs. Inga underarter finns listade i Catalogue of Life.